# Авъл Помпей
Авъл Помпей (на латински: Aulus Pompeius) е политик на Римската република през края на 2 век пр.н.е.

## Биография
Произлиза от фамилията Помпеи. Син е на Квинт Помпей (народен трибун 132 пр.н.е. или около 130 пр.н.е.), опонент на Тиберий Гракх. Брат е на по-големия Квинт Помпей Руф (консул 88 пр.н.е.). Внук е на Квинт Помпей (консул 141 пр.н.е.). Баща е на Квинт Помпей Битиник (Bithynicus; 108 – 48 пр.н.е.), който е приятел с Цицерон.
През 102 пр.н.е. той е народен трибун. Консули тази година са Квинт Лутаций Катул и Гай Марий. Според Диодор Сицилийски Авъл Помпей умира през 102 пр.н.е.